# Membraan van Reichert
Het membraan van Reichert is een foetaal membraan dat ontstaat tijdens de vroege embryonale ontwikkeling van zoogdieren. Het vormt zich als een verdikt basale membraan tussen het trofoblast en het pariëtale endoderm (PE), dat het embryo onmiddellijk na innesteling bedekt en het embryo beschermt tegen de uitgeoefende druk in de baarmoeder. Het membraan van Reichert is ook belangrijk voor de moeder-foetale uitwisseling van voedingsstoffen. Het membraan verdwijnt zodra de placenta volledig is ontwikkeld.

## Structuur
Het membraan van Reichert is een meerlagig, niet-vasculair, gespecialiseerd verdikt basaal membraan dat zich vormt op het binnenoppervlak van de trofoblast rond het tijdstip van innesteling en tijdens de vorming van de placenta. Het is samengesteld uit een extracellulaire matrix die laminine, type IV collageen en dystroglycaan omvat, en wordt uitgescheiden door embryonale cellen in het distale pariëtale endoderm (PE). De binnenkant van het membraan bestaat uit type IV collageen, de buitenkant uit dystroglycaan met daartussen laminine-1.
De synthese van laminine-1 in het embryo draagt bij aan de vorming van het membraan van Reichert.

## Functie
Het membraan van Reichert fungeert als bufferruimte tussen het embryo en de decidua. Deze ruimte biedt bescherming aan het embryo tegen variërende druk in de baarmoeder die wordt uitgeoefend door contracties van gladde spieren van het myometrium. Tijdens de postgastrulatie is het membraan van Reichert noodzakelijk voor de moeder-foetale uitwisseling van voedingsstoffen. Het membraan van Reichert omsluit het embryo totdat de amnion zich ontwikkelt, en wanneer de placenta volledig ontwikkeld is, verdwijnt het membraan.
Een groot verschil tussen de vroege vorming van het muizenembryo en die van het menselijke embryo is dat bij de muis na innesteling de epiblast een komvorm ontwikkelt in het cilindrische embryo; bij de mens vormt de epiblast een horizontale schijf, de tweelagige kiemschijf. Een studie waarin naar dit morfologische verschil tussen de initiële ontwikkeling van een menselijk embryo en een muizenembryo werd gekeken, concludeerde dat het waarschijnlijk is dat het membraan van Reichert de belangrijkste regulator is van de horizontale groei van de epiblast.

## Afbeeldingen

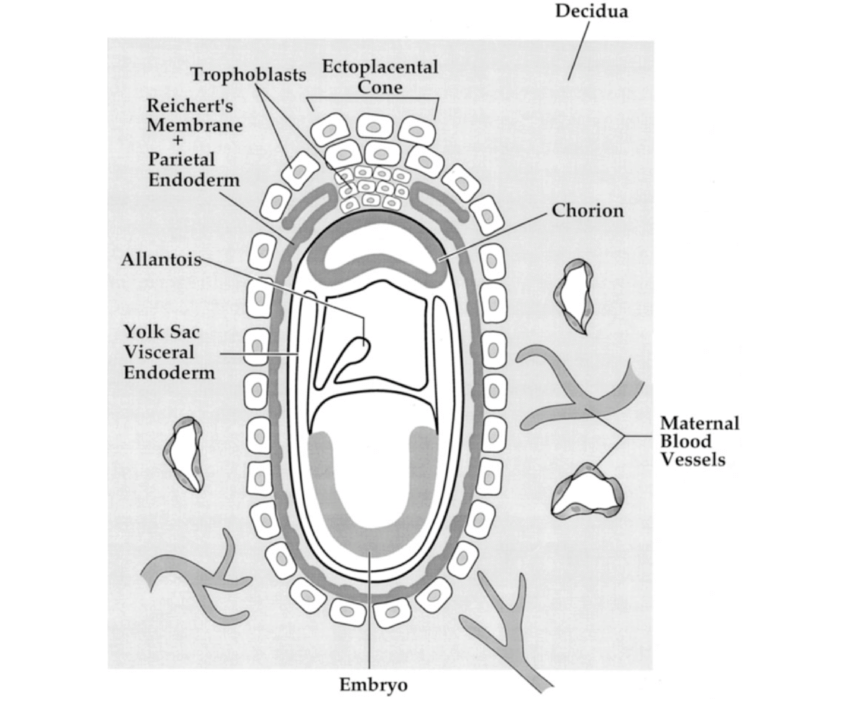
Muisembryo 7,5 dagen oud
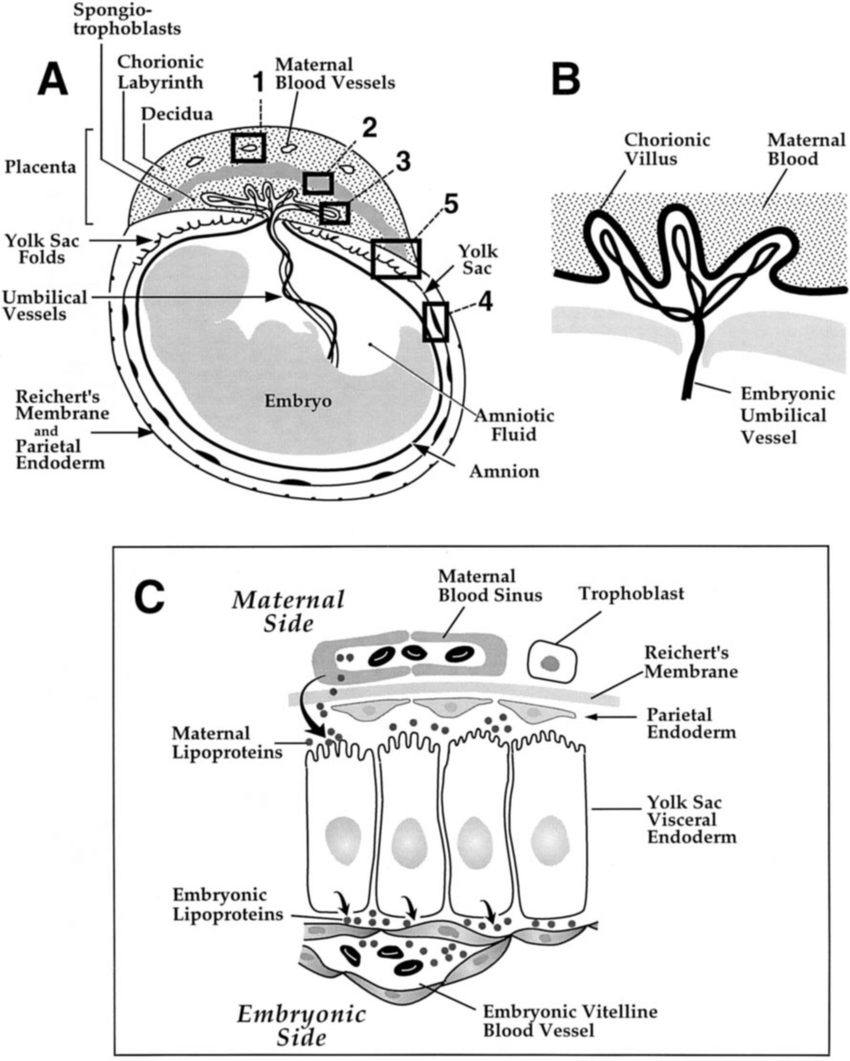
Muisembryo 12,5 dagen oud
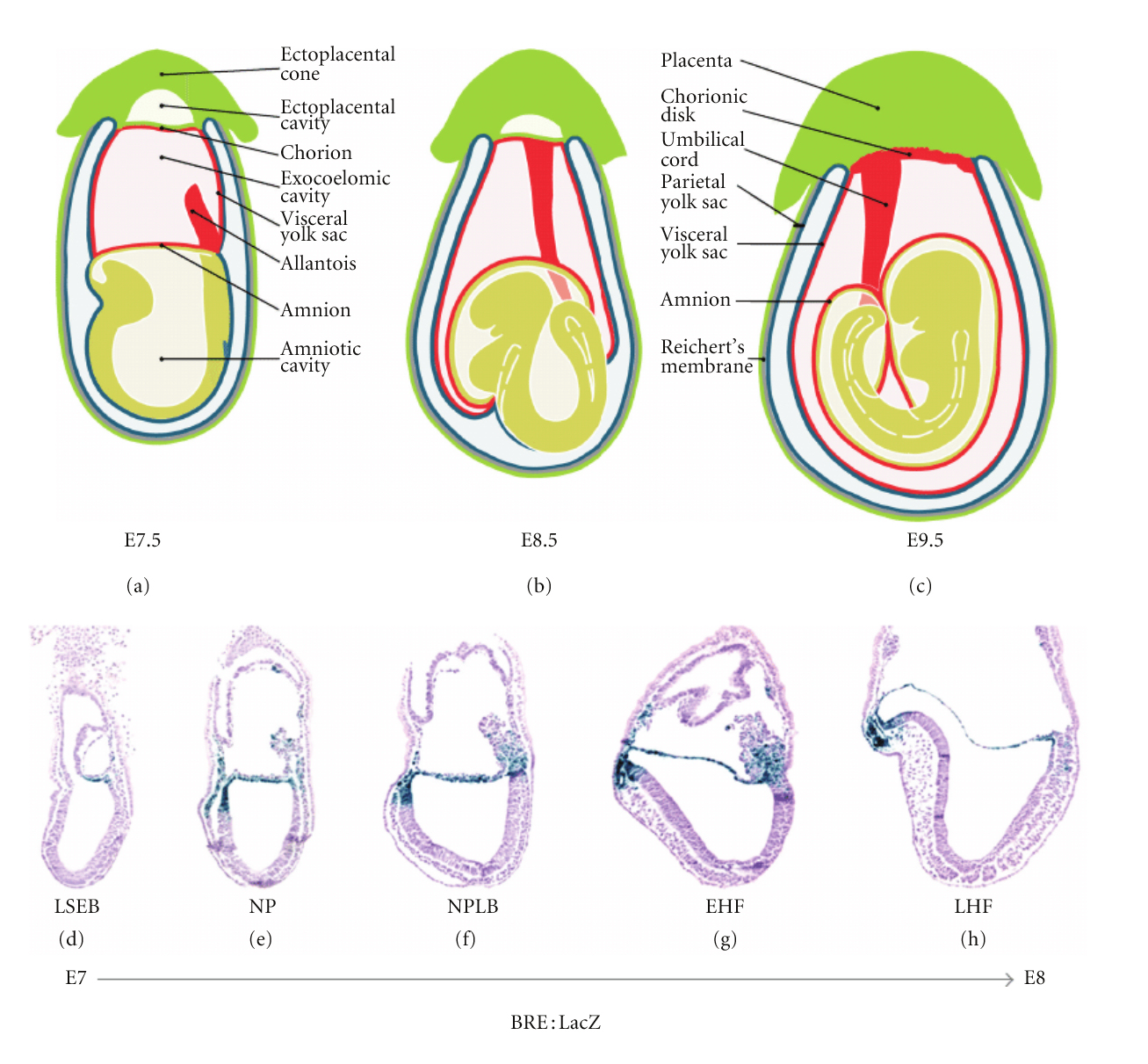
Muisembryo
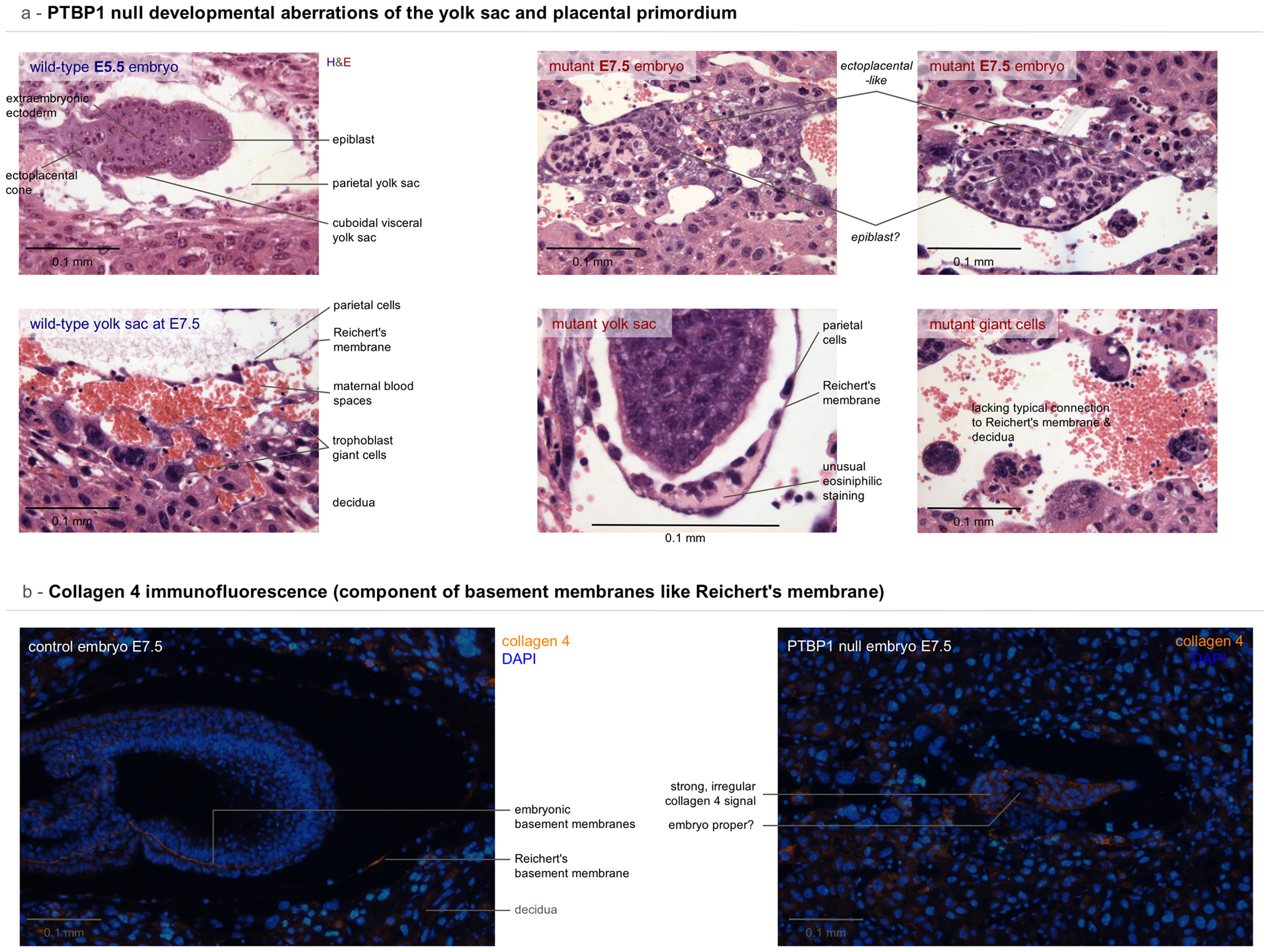
Muisembryo 7,5 dagen oud
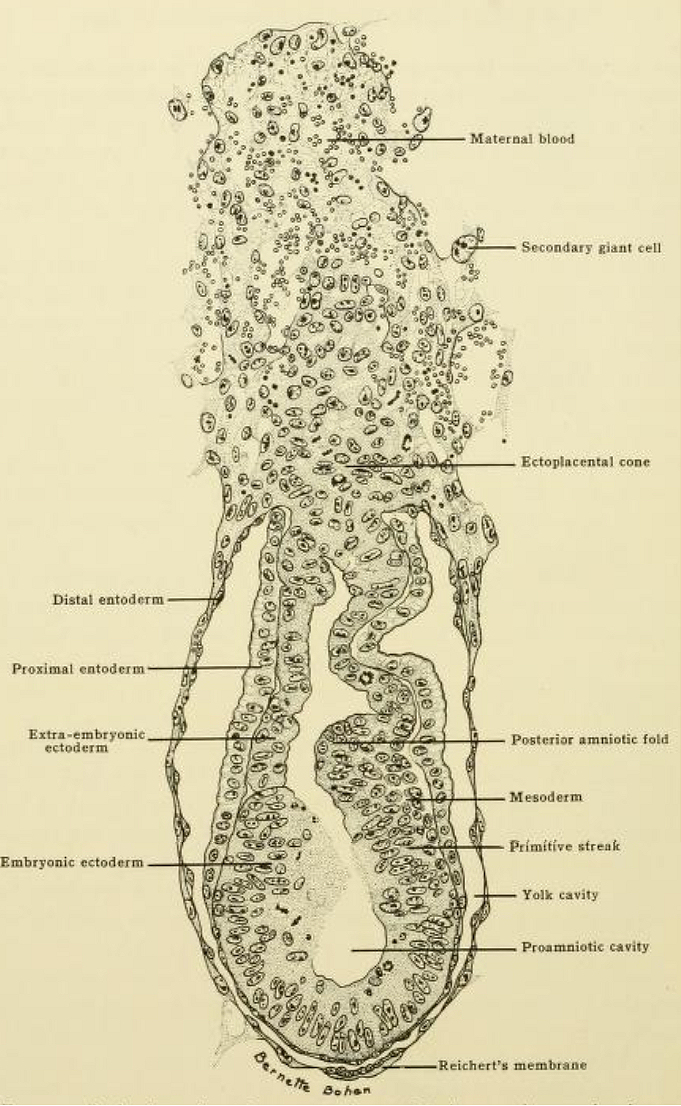
Muisembryo 6 dagen en 13 uur oud
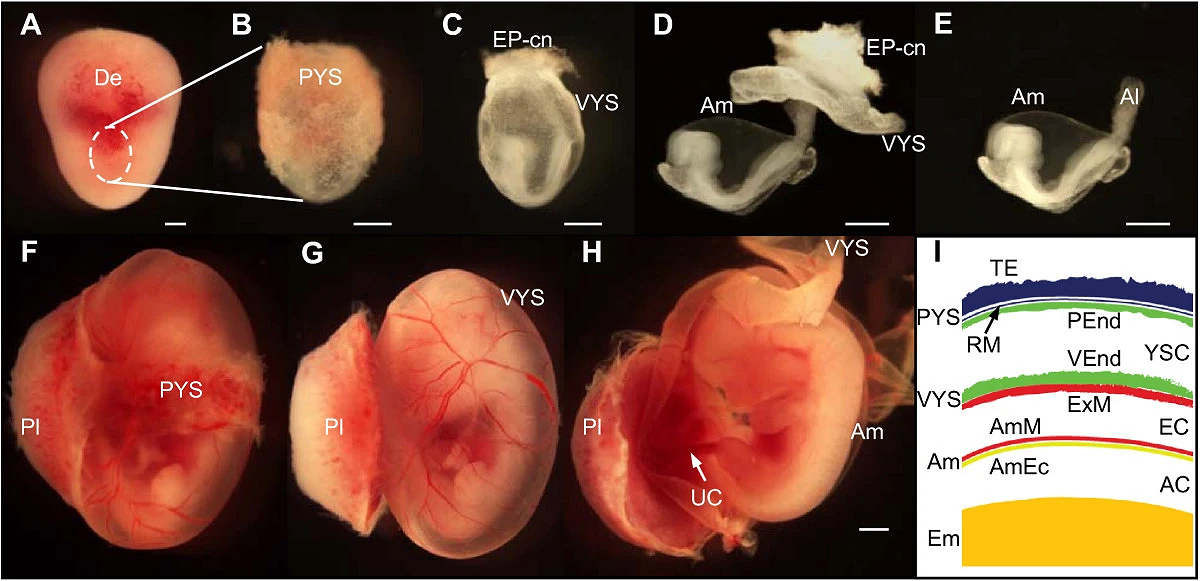
Muisembryo. Extra-embryonale lagen. AmEc: vruchtzakectoderm; AmM: vruchtzakmesoderm; AC: vruchtzak; EC: exocoelomische holte; Em: embryo; ExM: extra-embryonaal mesoderm; PEnd: pariëtaal endoderm; RM: membraan van Reichert ; TE: trofoblast; VEnd: visceraal endoderm; YSC: dooierzakholte.